# Credo (The Human League-album)
Credo är ett album av The Human League, utgivet 2011.

## Låtlista
Samtliga låtar skrivna av Robert Barton och Philip Oakey, om annat inte anges.
1. "Never Let Me Go" (Robert Barton, Jarrod Gosling, Dean Honer, Philip Oakey) - 4:54
2. "Night People" - 5:30
3. "Sky" - 4:54
4. "Into the Night" - 3:43
5. "Egomaniac" - 3:58
6. "Single Minded" - 3:50
7. "Electric Shock" (Robert Barton, Jarrod Gosling, Dean Honer, Philip Oakey) - 4:49
8. "Get Together" - 3:48
9. "Privilege" - 3:36
10. "Breaking the Chains" - 4:00
11. "When the Stars Start to Shine" - 3:48